# 孙汉卿
孙汉卿（1913年9月16日—2012年2月24日），山东牟平人。中国革命家，教育家。山东大学原党委书记。

## 生平
1932年春参加反帝大同盟，1932年8月参加少共。1934年9月至1937年7月，在清华大学理学院物理系学习。1936年6月经杨学诚介绍加入中国共产党。1936年10月至1937年7月，任中共北平市农委委员。七七事变后，分配至山东工作，历任鲁中工委委员，山东八路军4支队5中队指导员、支部书记，泗水县委书记，日照县委组织部长，鲁南五地委民运部长、组织部长，山东滨海区委组织部长等职。1949年后，历任青岛市委常委、组织部长、第一副书记、第二书记（书记处书记）。1958年被打为右派分子。1962年获平反。1963年9月至1966年6月，任山东大学党委副书记兼副校长。1975年9月，任华东石油学院党的核心小组组长。1978年3月至1983年，任山东大学党委书记。1984年8月，任中共山东省委顾问委员会常委。1984年12月离休。2002年享受正省部级医疗待遇。2012年2月24日6时在济南逝世。